# ماوريسيو روتشا
ماوريسيو روتشا (بالإسبانية: Mauricio Rocha Iturbide)‏ هو رسام ومهندس معماري مكسيكي، ولد في 1963 في مدينة مكسيكو في المكسيك.